# Der Schalldämpfer
Der Schalldämpfer war eine von Axel Corti gestaltete Hörfunksendung, die zwischen 4. Mai 1969 und 26. Dezember 1993 zunächst auf Ö3 und später auf Ö1 sonntäglich ausgestrahlt wurde.
Die Sendereihe wurde zunächst als eine „satirische Sendung mit Axel Corti“ angekündigt, entwickelte sich aber schon sehr bald zu einer Art „Radiofeuilleton“. Die sonore Stimme Cortis unterbrach in gewisser Hinsicht das größtenteils auf Musik ausgerichtete Programm von Ö3 und wirkte, wenn vielleicht auch nicht in gleicher Weise wie „Die Musicbox“ am Nachmittagstermin wie ein Fremdkörper. Corti meinte, die Sendung sei eine Art Kassiber, also eine geschmuggelte Nachricht eines Gefangenen.
Themen waren, wie allgemein für die journalistische Form der Glosse und des Feuilletons üblich, vielfältig und zogen sich von der Alltagsbeobachtung über besondere Momente während der Dreharbeiten zu Cortis Filmen (etwa zu Radetzkymarsch Wochen vor seinem Tod 1993) bis hin zur politischen Kultur in Österreich. Die Sendung lebte darüber hinaus von der unvergleichlichen Stimme Cortis und der eingängigen, sehr jazzig wirkenden, von Bert Breit komponierten Kennung (Instrumentierung: Synthesizer, Schlagzeug und Bass). Über die Kennung wurde die Stimme Ernst Grissemanns gelegt, die den Sendungstitel ankündigte.
Die Sendung und ihr Konzept wurden im Laufe der Zeit dem österreichischen Hörfunkpublikum derartig vertraut, dass in den späten 1980er- und frühen 1990er-Jahren ein österreichischer Generalimporteur einer japanischen Automarke auf Ö3 eine Serie von Radiowerbungen schalten ließ, die mit den Worten „Der Stoßdämpfer“ begannen und die in weniger als einer halben Minute, ganz im Stil des „Schalldämpfers“ die Vorzüge des beworbenen Autos anpriesen. Die Spots endeten, ganz wie ihr Vorbild mit den Worten: „Das war der Stoßdämpfer.“
Zwei Tage vor Cortis Tod wurde die letzte Ausgabe des Schalldämpfers im Programm von Ö1 ausgestrahlt. Corti beschäftigte sich darin mit Rabbi Hillel. Kurze Zeit später wurde bekannt, dass fast alle vom ORF angefertigten Bandmitschnitte der Sendung gelöscht worden waren. Mit Hilfe von privaten Tonbändern konnten zumindest einige CDs mit Ausgaben des Schalldämpfers der Nachwelt erhalten werden.

## Zitat
„… gerät die für Ö3 typische Punktum-Glossomanie in ein neues, gereifteres Stadium. Hier werden Themen ‚um die man nicht herumschwelgen kann‘ im Stil spontaner Improvisation auf intellektueller Klaviatur schwungvoll interpretiert und variiert. Sinnverdächtiger Nonsens, der trotz Schalldämpfers ins Ohr geht. Vitale Attrappe oberflächlichen Geredes, die überlegte Urteile vergeblich zu verbergen sucht“